# Valteřice (Horní Branná)
Valteřice (německy Waltersdorf) je vesnice, část obce Horní Branná v okrese Semily. Nachází se asi dva kilometry severozápadně od Horní Branné. Prochází zde silnice I/14, spojující Valteřice s Jilemnicí na západě a Vrchlabím na východě, a silnice III/0148, vedoucí na jihovýchod do Horní Branné.
Valteřice leží v katastrálním území Valteřice v Krkonoších o rozloze 6,23 km².

## Historie
První písemná zmínka o vesnici pochází z roku 1492.

## Osobnosti
- Josef Jerie, lékař
- Jan Jerie, lékař